# Souvigné (Charente)
Souvigné è un comune francese di 242 abitanti situato nel dipartimento della Charente, nella regione della Nuova Aquitania.

## Società

### Evoluzione demografica
Abitanti censiti